# Семих Шентурк
Семих Шентурк (тур. Semih Şentürk; Измир, 29. април 1983) бивши је турски фудбалер. Играо је на позицији нападача.
Већину своје клупске каријере провео је у Фенербахчеу, где је играо између 1999. и 2014. године, освојивши 5 Суперлига и 2 титуле Купа Турске. Шентурк је био део фудбалске репрезентације Турске на Европском првенству 2008, у којем је Турска стигла до полуфинала. Био је најбољи стрелац турске Суперлиге у сезони 2007/08. са 17 постигнутих голова.

## Клупска каријера
Шентурк је започео каријеру у Озчамдибиспору, локалном клубу у Измиру 1993. године. Фенербахчеу се придружио 1999. године. Шентурк је учврстио своје место у тиму током сезоне 2007–08, у којој је постигао 17 голова и сезону завршио као најбољи стрелац Суперлиге. Његова значајнија улога у тиму била је награђена тако што је именован за заменика капитена екипе у 2007. години након одласка бивших капитена Умит Озата и Тункаја. Његова четири гола против МТК из Будимпеште 6. августа 2008. значила су да је Семих постао други турски играч након Фетхи Хепера који је постигао четири гола у једном европском мечу. 2008. године потписао је свој први уговор о продужењу задржавајући се у клубу до маја 2010. 2011. године потписао је још једно продужење уговора који ће га задржати у клубу до 2014. године.
Дана 19. јуна 2013, Шентурк је напустио Фенербахче. 26. јануара 2014. Семих је постигао први гол за свој нови тим Анталијаспор. Касније је играо за Истанбул Башакшехир и Ескишехирспор.

## Међународна каријера
Шентурка је у турску репрезентацију укључио Фатих Терим. 11. јуна је ушао у игру као замена у 46. минуту и у 57. минуту другог сусрета групе А против Швајцарске и снажним ударцем главом постигао изједначење надмашивши швајцарску одбрану и савладавши голмана. У утакмици четвртфинала против Хрватске, Шентурк је постигао изједначење у последњој секунди, водећи тим који је победио Хрватску кроз извођења пенала.
У полуфиналу Еура 2008. против Немачке Шентурк је одиграо кључну улогу. У 86. минуту, само 7 минута после гола Мирослава Клозеа, Шентурк је извео центаршут који му је пружио саиграч Сабри Сариоглу и постигао пресудно изједначење. Међутим, његова екипа је ипак била поражена, јер је немачки крилни нападач Филип Лам успео да постигне одлучујући погодак у 90. минуту, који је на крају избацио Турску. По завршетку такмичења, Шентурк је добио много похвала за своје херојство.

## Статистика каријере
Извор:
| Kлуб              | Сезона            | Лига              | Лига  | Лига   | Kуп   | Kуп    | Eвропа | Eвропа | Укупно | Укупно |
| Kлуб              | Сезона            | Дивизија          | Утак. | Голови | Утак. | Голови | Утак.  | Голови | Утак.  | Голови |
| ----------------- | ----------------- | ----------------- | ----- | ------ | ----- | ------ | ------ | ------ | ------ | ------ |
| Фенербахче        | 2002–03           | Суперлига         | 13    | 3      | 1     | 0      | —      | —      | 14     | 3      |
| Фенербахче        | 2003–04           | Суперлига         | 13    | 1      | 1     | 1      | —      | —      | 14     | 2      |
| Фенербахче        | 2004–05           | Суперлига         | 3     | 0      | 1     | 0      | —      | —      | 4      | 0      |
| Фенербахче        | 2005–06           | Суперлига         | 22    | 9      | 5     | 4      | 1      | 0      | 28     | 13     |
| Фенербахче        | 2006–07           | Суперлига         | 18    | 1      | 7     | 7      | 7      | 2      | 32     | 10     |
| Фенербахче        | 2007–08           | Суперлига         | 27    | 17     | 3     | 0      | 8      | 2      | 38     | 19     |
| Фенербахче        | 2008–09           | Суперлига         | 24    | 7      | 5     | 1      | 6      | 6      | 35     | 14     |
| Фенербахче        | 2009–10           | Суперлига         | 21    | 6      | 2     | 1      | 6      | 0      | 29     | 7      |
| Фенербахче        | 2010–11           | Суперлига         | 25    | 10     | 4     | 4      | 2      | 0      | 31     | 14     |
| Фенербахче        | 2011–12           | Суперлига         | 22    | 1      | 3     | 2      | —      | —      | 25     | 3      |
| Фенербахче        | 2012–13           | Суперлига         | 17    | 1      | 8     | 3      | 2      | 0      | 27     | 4      |
| Фенербахче        | 2013–14           | Суперлига         | 0     | 0      | 0     | 0      | 0      | 0      | 0      | 0      |
| Укупно            | Укупно            | Укупно            | 205   | 56     | 40    | 23     | 32     | 9      | 277    | 89     |
| Aнталијаспор      | 2013–14           | Суперлига         | 13    | 3      | 5     | 2      | —      | —      | 18     | 5      |
| Укупно            | Укупно            | Укупно            | 13    | 3      | 5     | 2      | —      | —      | 18     | 5      |
| Башакшехир        | 2014–15           | Суперлига         | 23    | 11     | 1     | 0      | —      | —      | 24     | 11     |
| Башакшехир        | 2015–16           | Суперлига         | 7     | 0      | 9     | 6      | —      | —      | 16     | 6      |
| Укупно            | Укупно            | Укупно            | 30    | 11     | 10    | 6      | —      | —      | 40     | 17     |
| Укупно у каријери | Укупно у каријери | Укупно у каријери | 248   | 70     | 55    | 31     | 32     | 9      | 335    | 111    |

### Међународна каријера
Извор:
| Турска репрезентација | Турска репрезентација | Турска репрезентација |
| Године                | Утакмице              | Голови                |
| --------------------- | --------------------- | --------------------- |
| 2007                  | 2                     | 0                     |
| 2008                  | 6                     | 5                     |
| 2009                  | 7                     | 1                     |
| 2010                  | 10                    | 2                     |
| 2011                  | 3                     | 0                     |
| Укупно                | 28                    | 8                     |

### Међународни голови
| #  | Датум             | Место одржавања                              | Противник     | Скор  | Резултат | Конкуренција                                   |
| -- | ----------------- | -------------------------------------------- | ------------- | ----- | -------- | ---------------------------------------------- |
| 1. | 29. маја 2008     | Дуизбург, Немачка                            | Финска        | 2 - 0 | 2–0      | Пријатељски                                    |
| 2  | 11. јуна 2008     | Јакоб-Парк, Базел, Швајцарска                | Швајцарска    | 1 - 1 | 2–1      | УЕФА Еуро 2008                                 |
| 3. | 20. јуна 2008     | Ернст Хапел Стадион, Беч, Аустрија           | Хрватска      | 1 - 1 | 1–1      | УЕФА Еуро 2008                                 |
| 4. | 25. јуна 2008     | Јакоб Парк, Базел, Швајцарска                | Немачка       | 2 - 2 | 2–3      | УЕФА Еуро 2008                                 |
| 5. | 6. септембра 2008 | Стадион Храздан, Јереван, Јерменија          | Јерменија     | 0 - 2 | 0–2      | Квалификације за ФИФА Светски куп 2010. године |
| 6. | 1. априла 2009    | Стадион Али Сами Јен, Истанбул, Турска       | Шпанија       | 1 - 0 | 1–2      | Квалификације за ФИФА Светски куп 2010. године |
| 7. | 26. маја 2010     | Стадион ветерана, Нова Британија, Конектикат | Северна Ирска | 2 - 0 | 2–0      | Пријатељски                                    |
| 8. | 7. септембра 2010 | Стадион Шукру Саракоглу, Истанбул, Турска    | Белгија       | 2 - 1 | 3–2      | Квалификације за УЕФА Еуро 2012                |

## Награде

### Фенербахче
- Суперлига: 2000–01, 2003–04, 2004–05, 2006–07, 2010–11
- Куп Турске: 2011–12, 2012–13
- Супер Куп: 2007, 2009

### Турска
- Бронзана медаља европског првенства УЕФА: 2008 [5] [6] [7]

### Појединачно
- Најбољи стрелац Суперлиге (17 голова): 2007–08